# Право.ру
Право.ру — российская компания, владелец одноимённого тематического интернет-издания, разработчик одноимённой справочно-правовой системы и специализированного программного обеспечения для работы с материалами судебной практики.

## Структура

### Издание
История «Право.ру» началась в 2007 году, когда владелец дизайн-студии «Парк» Алексей Пелевин познакомился с Дмитрием Чиракадзе, основным акционером банка «Северо-Восточный альянс» и владельцем юридического бизнеса в Москве. Чиракадзе нанял Пелевина для разработки дизайна сайта интернет-издания о судебно-правовой практике, которое в 2008 году заработало под именем «Право.ру». При отсутствии конкуренции среди СМИ издание приобрело широкую известность в профессиональном сообществе: Российское агентство правовой и судебной информации в структуре РИА Новости открылось только в феврале 2009 года.

### Справочно-правовая система
В декабре 2008 года Президент России Дмитрий Медведев подписал Федеральный закон № 262-ФЗ «Об обеспечении доступа к информации о деятельности судов Российской Федерации», в числе прочих положений обязавший российские суды публиковать на своих сайтах информацию о судебных делах и судебные акты. Это новшество создало возможность для автоматизации сбора документов, которой Пелевин и Чиракадзе и воспользовались — уже в качестве партнёров. Крупнейшие на тот момент участники рынка справочно-правовых систем «Консультант+» и «Гарант» полагались на ручной сбор данных, распространялись преимущественно на компакт-дисках и имели высокую стоимость. Создатели «Право.ру», напротив, сделали доступ к автоматически пополняемой базе нормативных актов и материалов судебной практики открытым и бесплатным. Справочно-правовая система была запущена в 2009 году и на 2 июля 2018 года база включала 65,9 миллионов документов, включая 5,2 миллионов законодательных актов РФ и 60,5 миллионов документов судебной практики. Материалы автоматически загружаются в базу роботами, которые ищут новые документы на сайтах государственных органов, обрабатывают их и конвертируют в форматы, с которыми могут работать пакеты офисных приложений. Судебные дела в системе «Право.ру» представлены карточками, в которых в онлайн-режиме фиксируются все изменения и обновления по делу.

### Электронное правосудие
Летом 2009 года создатели «Право.ру» начали переговоры о сотрудничестве с Высшим арбитражным судом. Как утверждали Пелевин и Чиракадзе, инициатором сотрудничества выступил глава IT-департамента ВАС Игорь Соловьёв; тот утверждал обратное. На тот момент основным IT-подрядчиком ВАС была компания «Гарант-интернет», разработавшая для ВАС систему «Банк решений арбитражных судов» (БРАС) и обслуживавшая региональные арбитражные суды. ВАС был недоволен подрядчиком, который планировал ежегодно поднимать расценки на доработку и техническую поддержку БРАС и шантажировал суд отключением IT-системы. По договорённости с ВАС в 2009 году «Право.ру» начало разработку новой «Картотеки арбитражных дел», основанной на собственноручно собранной базе судебных решений.
В декабре 2009 года «Право.ру» впервые участвовало в тендере Высшего арбитражного суда и выиграло у «Гарант-интернета» контракт на обслуживание 76 сайтов арбитражных судов. В январе 2010 года «Гарант-интернет» не предоставил заявку на конкурс на обеспечение технической поддержки БРАС, и «Право.ру» получило контракт на 6,2 миллиона рублей. В рамках сотрудничества с ВАС в 2010 году компания разработала систему «Картотека арбитражных дел» и по собственной инициативе дополнила её подсистемой, которая заменила функциональность БРАС. В декабре 2010 года «Право.ру» выиграло у «Гарант-интернета» конкурс на перенос КАД с собственных серверов на оборудование ВАС, в ходе торгов снизив цену до 1 копейки. В то же время «Гарант-интернет» обошёл «Право.ру» в конкурсах на разработку интеграции информационных систем ВАС и Федеральной налоговой службы и поддержку сайта ВАС в 2011 году и консультационную поддержку пользователей сайта ВАС в 2012 году. В 2011—2012 годах в ходе разработки новых модулей для КАД «Право.ру» выпустило для ВАС приложение «Мобильная картотека», предоставлявшее доступ к материалам арбитражной практики с мобильных устройств. Демпинговые меры, на которые пошло «Право.ру», оправдали себя: в 2010—2018 годах компания получила до 130 миллионов рублей выручки от контрактов с судами. Крупнейшим стал контракт стоимостью 79 миллионов рублей на предоставление 111 арбитражным судам более 8 тысяч лицензий на доступ к системе «Электронное правосудие» сроком на 5 лет. 

### Сервисы для юристов
Помимо разработок для Высшего арбитражного суда, «Право.ру» выпустило несколько собственных платных веб-сервисов, опирающихся в работе на базу собственной справочно правовой системы. Все они были ориентированы на профессиональных юристов и направлены на автоматизацию работы отдельных людей и целых департаментов.
- В 2012 году «Право.ру» запустило Casebook — сервис поиска информации о компаниях, предоставляющий доступ к материалам судебной практики, данным ФНС, ЕГРЮЛ, ФССП, системы государственных закупок и сведениям из других источников. Система позиционировалась как аналог базы «СПАРК-Интерфакс» с акцентом на работу с данными судов. Особенностью Casebook стали механизмы машинного обучения и предсказательной аналитики, с помощью которых система предполагала вероятность того или иного исхода судебных разбирательств и вероятность банкротства организации. В 2015 году «Право.ру» отчитывалось о 600 компаниях, подписанных на работу с Casebook, более поздние сведения о числе клиентов не раскрывались[8][1].

- В 2013 году начал работу Caselook, заточенный под работу с материалами судебной практики. Сервис предоставил пользователями расширенный поиск по автоматически пополняемой базе судебных актов с возможностью фильтровать результаты по участникам судебного спора, их ролям и применяемым нормам права[9].

- В 2015 году «Право.ру» выпустила систему CasePro, предназначенную для автоматизации работы юридических департаментов, в которой были добавлены коллективный доступ, автоматический сбор и сохранение информации по конкретным делам, работа с шаблонами процессуальных документов, контроль выполнения задач сотрудниками и другие функции. Пилотное внедрение CasePro было проведено на базе Россельхозбанка, к 2018 году число корпоративных пользователей сервиса достигло 100. Среди них Почта Банк, Промсвязьбанк, «Сбербанк Капитал», «Мегафон», «Сибур», «Мираторг» и другие. Контракт со Сбербанком принёс компании 128 миллионов рублей в 2015—2017 годах, с Россельхозбанком — 34 миллиона. В 2017 году «Право.ру» также заключило контракт с «Почтой России» на сумму 19 миллионов рублей[2][10][1].

### Bankro.TECH
В апреле 2018 года «Право.ру» и Сбербанк анонсировали запуск веб-сервиса для ведения дел о банкротстве Bankro.TECH. По заявлениям компаний, сервис призван значительно упростить работу специалистов по банкротствам за счёт отслеживания дел, представления всех документов в едином интерфейсе, автоматической обработке судебных решений, создания типовых процессуальных документов по шаблонам и интеграции с системами «Мой арбитр» и Casebook. Компании позиционируют Bankro.TECH как решение для кредиторов, банков и налоговых инспекций.

## Проекты

### Рейтинг
С 2011 года «Право.ру» выпускает собственный рейтинг юридических фирм. Компания проводит исследования на основе анкетирования и составляет списки юридических фирм по выручке, числу штатных юристов и оценки репутации компании. В рейтинге представлены как национальные, так и международные юридические фирмы, работающие на российском рынке, однако его полнота зависит от согласия юрфирм предоставлять свои данные. Данные рейтингов находили свои применения в разных областях: в российских судах они могут быть использованы для исчисления сумм подлежащих возмещению расходов на представительство, а компания FutureToday обращается к ним для отбора компаний-участников собственного рейтинга работодателей в сфере юриспруденции. 

### Конкурс
Во второй половине 2017 года «Право.ру» совместно с Фондом «Сколково» провело конкурс LegalTech-проектов по автоматизации работы юридических департаментов Skolkovo LegalTech Leader. Победителями первого конкурса стали «Мегафон», Сбербанк, Аэроклуб, арбитражный центр при Институте современного арбитража, Европейская юридическая служба и юрфирма LexBorealis, награды были вручены в рамках конференции Skolkovo LegalTech в декабре 2017 года.

### Онлайн-образование
В ноябре 2017 года «Право.ру» анонсировало запуск образовательных онлайн-курсов для юристов и предпринимателей. Первый курс, посвящённый авторскому праву и рассчитанный на 44 занятия, начался 1 декабря 2017 года. Преподавателями первого курса стали партнёры юридической фирмы Semenov & Pevzner Роман Лукьянов и Екатерина Калиничева, представлявшие интересы правообладателей в спорах с торрент-трекером RuTracker.org, музыкальным сайтом Zaycev.net и сервисом для чтения книг Bookmate.

## Компания
Головной офис «Право.ру» находится в Москве, но основной штат компании, включая разработчиков, дизайнеров, маркетологов, аналитиков и других специалистов (140 сотрудников из 170) работает в самарском офисе в бизнес-центре «Вертикаль».

### Собственники и руководство
Чиракадзе и Пелевин утверждали, что с 2008 года вложили в развитие «Право.ру» 350 миллионов рублей собственных средств. Пелевин утверждал, что группа компаний принадлежит ему и Чиракадзе на паритетных началах, но фактические структура владения их бизнесом непрозрачна. В частности, АО «Право.ру» (заявленный род деятельности — разработка программного обеспечения) под иным названием существовало с конца 1990-х годов, а с 2005 года принадлежит офшору Grenson Financial Consultants Ltd. Помимо него, на 2015 год в группу входили ООО «Право.ру Лабс» (научные исследования и разработки), ООО «Справочно-правовая система Право.ру» (использование баз данных и информационных ресурсов), ООО «Праводник» (разработка программного обеспечения). Также Пелевин был основным владельцем компании «Парксис», которая позиционировалась как разработчик справочно-правовой системы и других IT-продуктов группы. В совместном со Сбербанком «Центре Технологии Банкротств» АО «Право.ру» принадлежит 40% (60% владеет ПАО «Сбербанк»). 

### Финансовые показатели
В 2016 году совокупная выручка компании составила 280 миллионов рублей, выручка от госконтрактов — 50 миллионов, чистая прибыль — 19 миллионов. Выручка компании от контрактов с госструктурами в 2017 году оценивалась в 180 миллионов рублей, однако более полные финансовые показатели не раскрывались.

## Критика
Тендер на обслуживание 76 арбитражных судов, состоявшийся в декабре 2009 года, привлёк большое внимание, поскольку из-за технической ошибки платформы для проведения торгов ставка «Право.ру» ушла в зону отрицательных чисел и составила -26 тысяч рублей. «Гарант-интернет» обратился с жалобой в Федеральную антимонопольную службу, которая признала наличие технических нарушений, которые не могли повлиять на результат торгов, и потому сочла торги состоявшимися. «Гарант-интернет» также заявил об аффилированности своего конкурента и ВАС: сын начальника аналитического департамента ВАС Вячеслава Звягинцева Андрей был генеральным директором с долей 25% в компании-учредителе «Право.ру» — ООО «Праводник». В «Право.ру» эту информацию подтвердили, а представитель ВАС подчеркнул, что ни Звягицев, ни его подчинённые не входили в аукционную комиссию и не могли повлиять на результаты торгов. От идеи обжаловать результаты торгов «Гарант-интернет» отказался. Позднее ВАС счёл госконтракт на отрицательную сумму противоречащим Гражданскому кодексу и предложил обоим участникам торгов выполнить работы за 79 тысяч рублей. «Гарант-интернет» ответил отказом и отключил сайты арбитражных судов, и контракт получило «Право.ру».
В декабре 2010 года «Право.ру» выиграло у «Гарант-интернета» конкурс на перенос КАД с собственных серверов на оборудование ВАС, в ходе торгов снизив цену с 19,7 миллионов рублей до 1 копейки. Тогда «Гарант-интернет» отказался идти на демпинг, а его генеральный директор Алексей Солдаткин позднее обвинял «Право.ру» в использовании технологий, разработанных «Гарант-интернетом». Эти заявления опровергли в ВАС, подчеркнув, что в ходе сотрудничества «Право.ру» использовало собственные разработки и значительно расширило возможности системы электронного правосудия.